# Microtus breweri
Microtus breweri là một loài động vật có vú trong họ Cricetidae, bộ Gặm nhấm. Loài này được Baird mô tả năm 1857.